# Euphranta mexicana
Euphranta mexicana
 es una especie de insecto del género Euphranta de la familia Tephritidae del orden Diptera. 
Allen L.Norrbom la describió científicamente por primera vez en el año 1993.